# CAUFA Reims
Le Centre athlétique de l’Union franco-américaine de Reims ou CAUFA de Reims est un club de basket-ball français basé à Reims, aujourd'hui disparu. 
Créé en 1919 au sein du foyer civil de l'Union Franco-Américaine de Reims, le CAUFA Reims est un club de basket-ball connu pour ses excellentes prestations dans le championnat de France de basket-ball durant les années 1930, en comptant en son sein plusieurs joueurs internationaux.

## Histoire
En 1915, Emmanuel Sautter, un français, secrétaire général de l'Alliance nationale des UCJG/YMCA de France de 1895 à 1910 puis de l'Alliance universelle des UCJG/YMCA de 1910 à 1915, fonde les foyers du soldat, destinés aux soldats français, financés par les YMCA américaines (un mouvement de jeunesse protestant à l'origine du basket-ball en 1893). L'association prend le nom de Société des foyers de l'Union Franco-Américaine en l'honneur des mécènes américains. En 1919, l'association remplace ses foyers du soldat par des foyers civils et y introduit le basket-ball, aidé en cela par la présence des joueurs de basket-ball de l'armée américaine. Les UFA fondent des sections sportives : les CAUFA dont celui de Reims.
Son siège est situé au 7, Boulevard de la Paix, devenu plus tard celui du CRDP de Reims.
Les couleurs du club sont le maillot à damiers blanc et bleu marine.
Dans les années 1930, les équipes du CAUFA sont alors à en haut de l'affiche du basket français ; les féminines remportent le titre national en 1931 suivies par la section masculine en 1932 et 1933.
En 1939 la section est mise en sommeil, la guerre approche et les bâtiments du foyer sont réquisitionnés.
En 1942, le club tente une reprise et devient une structure omnisports.
En 1949, la section basket-ball fusionne et passe sous la coupe du Stade de Reims mais, par manque de moyens financiers, l'activité s'arrête immédiatement et le club referme ici la dernière page de son histoire. Le basket-ball de haut niveau reste présent à Reims à travers Reims Champagne Basket puis le Champagne Châlons Reims Basket.

## Présidents
- 1925 : Teddy Kriegk (it) ,directeur du Foyer civil de l’Union franco-américaine en 1920, président du comité de basket-ball de la Ligue de Champagne, vice-président du comité directeur de basket-ball de la fédération nationale, entraîneur de l’équipe de France lors du premier Euro de basket (1935). Il a conduit la France aux Jeux Olympiques de Berlin en 1936 et enfin arbitre international[5].

## Joueurs marquants du club
- Étienne Onimus
- Philippe Caque

## Palmarès
- Champion de France : 1932, 1933[4].
- Champion de France féminin : 1931 [4].